# Équipe d'Algérie de football en 1969
L'équipe d'Algérie participe lors de cette année aux Qualifications de la Coupe d'Afrique des nations 1968. L'équipe d'Algérie est entraînée par Lucien Leduc, Saïd Amara, Hamid Zouba et Abdelaziz Ben Tifour.

## Les matchs
| Date              | Stade, Ville, Pays                            | Adversaire    | Score | Comp | Buteurs algériens                  |
| 9 mars 1969       | Stade El Annasser Alger, Algérie              | Maroc         | 2 - 0 | QCAN | Khalem 10e, Natouri 20e            |
| 23 mars 1969      | Stade Al Inbiâate Agadir, Maroc               | Maroc         | 1 - 0 | QCAN |                                    |
| 18 septembre 1969 | Stade international du Caire Le Caire, Égypte | Égypte        | 1 - 0 | QCAN |                                    |
| 28 septembre 1969 | Stade El Annasser Alger, Algérie              | Égypte        | 1 - 1 | QCAN | Khalem 9e                          |
| 2 août 1969       | stade du 5-Juillet-1962 Alger, Algérie        | Suisse U20    | 5 - 0 | A    |                                    |
| 23 octobre 1969   | stade du 5-Juillet-1962 Alger, Algérie        | Palestine     | 2 - 0 | A    | Kamel Tchalabi 62e 82e             |
| 30 octobre 1969   | Stade El Annasser Alger, Algérie              | Maroc         | 1 - 0 | A    | Tahir 60e                          |
| 5 décembre 1969   | Stade El Annasser Alger, Algérie              | Corée du Nord | 1 - 3 | A    | Khiari 52e                         |
| 25 décembre 1969  | Stade El Annasser Alger, Algérie              | France U23    | 1 - 3 | A    | Betrouni 7e,Lalmas 32e ,Kouffi 46e |

Légende: A : Match amical  / QCAN : Qualifications à la Coupe d'Afrique des nations de football 1970

### Bilan
| Rang | Équipe  | Pts | J | G | N | P | Bp | Bc | Diff |
| ---- | ------- | --- | - | - | - | - | -- | -- | ---- |
| #    | Algérie | 11  | 6 | 2 | 1 | 3 | 5  | 6  | -1   |

### Effectif de l'année 1969 (36 joueurs)
|                          | Statistiques | Statistiques | Statistiques | Statistiques | Statistiques |                          | Statistiques | Statistiques | Statistiques | Statistiques | Statistiques |
| Joueur - sélections()    | T.           | O.           | A.           | P.           |              | Joueur - sélections()    | T.           | O.           | A.           | P.           |              |
| Abdi Djilali - 6(1)      | 1            | 1            | 0            | 0            | 0            | Abrouk Mohamed - 19(0)   | 10           | 4            | 3            | 3            | 0            |
| Achour Hassan - 16(4)    | 7            | 4            | 0            | 3            | 0(1)         | Amar Sid-Ali - 4(0)      | 1            | 0            | 1            | 0            | 0            |
| Amri Salem - 2(0)        | 1            | 0            | 1            | 0            | 0            | Attoui Ali - 29(0)       | 8            | 4            | 1            | 3            | 0            |
| Aïssaoui Mouldi - 5(0)   | 5            | 2            | 2            | 1            | 0(1)         | Bachi Zoubir - 6(0)      | 1            | 0            | 1            | 0            | 0            |
| Benturki El-Hadi - 4(0)  | 6            | 3            | 1            | 2            | 0(1)         | Beroudji Kamel - 15(0)   | 4            | 1            | 0            | 3            | 0            |
| Betrouni Omar - 63(9)    | 1            | 0            | 1            | 0            | 1            | Bourouba Amar - 20(1)    | 7            | 4            | 0            | 3            | 0            |
| Dali Rachid - 22(9)      | 3            | 0            | 3            | 0            | 0            | Debbah Rachid - 5(0)     | 4            | 0            | 3            | 1            | 0            |
| Freha Abdelkader - 3(1)  | 2            | 1            | 0            | 1            | 0(1)         | Hadefi Miloud - 52(1)    | 8            | 2            | 3            | 3            | 0            |
| Hanchi Salah - 2(0)      | 2            | 0            | 0            | 2            | 0            | Haouès Moussa - 1(0)     | 1            | 0            | 1            | 0            | 0            |
| Henkouche Mohamed - 4(0) | 4            | 0            | 4            | 0            | 0            | Kaoua Abdenour - 9(0)    | 2            | 0            | 1            | 1            | 0            |
| Khalem Mokhtar - 15(7)   | 7            | 4            | 1            | 2            | 2            | Khiari Ali - 9(1)        | 8            | 3            | 4            | 1            | 1            |
| Kouffi Arezki - 1(0)     | 4            | 0            | 2            | 2            | 1(2)         | Lalmas Ahcène - 35(12)   | 5            | 2            | 1            | 2            | 1(3)         |
| Lekkak Mohamed - 4(1)    | 1            | 1            | 0            | 0            | 0            | Maloufi Abdelaziz - 1(0) | 1            | 0            | 1            | 0            | 0            |
| Moha Hamid - 5(0)        | 8            | 3            | 3            | 2            | 0            | Natouri Rachid - 4(1)    | 2            | 2            | 0            | 0            | 1            |
| Saadane Rabah - 2(0)     | 1            | 0            | 1            | 0            | 0            | Saheb Madjid - 2(0)      | 1            | 0            | 0            | 1            | 0            |
| Salhi Abdelhamid - 34(3) | 2            | 1            | 0            | 1            | 0            | Selmi Djilali - 16(0)    | 3            | 2            | 0            | 1            | 0            |
| Seridi Moustapha - 21(1) | 9            | 4            | 2            | 3            | 0(1)         | Tahar Benfarhat - 34(1)  | 8            | 4            | 1            | 3            | 0            |
| Tahir Hassen - 6(1)      | 4            | 0            | 4            | 0            | 1            | Tchalabi Kamel - 3(2)    | 3            | 0            | 3            | 0            | 2            |